# Ovocňáčci
Ovocňáčci (ve španělském originále Los Fruittis) jsou španělský dětský animovaný seriál, poprvé vysílaný v letech 1990–1992 španělskou televizí TVE. Jeho původní verze obsahuje 91 epizod po zhruba 25 minutách. Tvůrcem seriálu je Antoni D'Ocon a autorem scénáře je Josep Viciana. V polovině 90. let 20. století ho vysílala také Česká televize v rámci pořadu Magion.  

## Příběhy
Příběhy Ovocňáčků pojednávají o dobrodružstvích antropomorfních ovocných a zeleninových postav a odehrávají se převážně v okolí vesnice nacházející se na zalesněném ostrově ležícím pod velkou sopkou. Prožívají spolu nejrůznější dobrodružství a navštíví při tom také řadu míst po celém světě.

## Postavy
Báglík (Mochilo):  Lidsky vypadající banán původem z Kanárských ostrovů, který je považovaný za nejchytřejšího a nejšikovnějšího z hlavních protagonistů. Neustále nosí baťoh, v němž vždy nalezne věci, které pomohou dostat jeho společníky z nesnází.
V českém znění namluvil jeho hlas Petr Jančařík.
Bodlina (Pincho): Je lidsky vypadající kaktus s ostny. Má nevinnou povahu a často bývá duchem nepřítomný. Zůstal v lese, protože už nemohl najít cestu zpět do pouště. Najdou ho Báglík s Cvalíkem během soutěže v lesním bludišti. Jeho hroty jsou dobrou obranou proti většině nepřátel, se kterými se během svého dobrodružství setkají.
V českém znění namluvila jeho hlas Zora Kostková.
Cvalík (Gazpacho): Je charismatický lidsky vypadající andaluzský ananas. Svojí povahou je bavič se sklonem předvádět se. Často dělá různé chyby a neposlouchá rady svých společníků, čímž uvede sebe i ostatní do obtížných situací.
V českém znění namluvil jeho hlas Jan Vágner.
Kumba: Jediná dívčí a lidská postava mezi hlavními hrdiny. V první epizodě ji Bodlina, Báglík a Cvalík zachrání před útokem tygrů. Ve třetí epizodě se její kamarádi díky zprávě poslané v lahvi od jejího staršího bratra Lucase dozví, že je dcerou dvou archeologů, kterým se ale při pádu z vodopádu spolu s bratrem ztratila. Její bratr se posléze vydal rodiče hledat, už se ale nevrátil. Nalezli ji pak lidé z kmene Samai, kteří jí dali jméno Kumba. V některých epizodách se jí její kamarádi snaží pomoci s hledáním její rodiny.  
V českém znění namluvila její hlas Jana Páleníčková.  